# Bölcsesség a buddhizmusban
A pannyá (páli), IAST: paññā; pradnyá (szanszkrit: प्रज्ञा, IAST: prajñā) "bölcsesség", betekintés a valóság valós természetébe, azaz a mulandóság (aniccsa), a szenvedés (dukkha), éntelenség (anatta) és az üresség (súnjatá).

## A kifejezés eredete
A pradnyát gyakran fordítják "bölcsességnek", azonban a "betekintés", "megkülönböztető tudás" vagy "ráérző megértés" kifejezésekhez közelebb áll.
- a dnyá  "tudatosságnak", "tudásnak" vagy "értésnek" fordítható.[web 1]
- a pra egy fokozószó, amelyet úgy lehet fordítani, hogy "magasabb", "nagyobb", "legfelső" vagy "legelső".[web 2]

## Értelmezés a buddhista hagyományban
A pannyá a tíz théraváda páramí közül a negyedik, a hat mahájána páramitá közül az utolsó.

### Théravada buddhizmus
A páli kánonban a pannyá betekintést jelent a lét három ismérvébe — nevezetesen a mulandóságba, a szenvedésbe és az éntelenségbe, valamint a négy nemes igazságba.
Az i.sz. 5. századi Buddhagósza Viszuddhimagga című monumentális meditációs kézikönyvében, amely a théraváda hagyomány egyik legnagyobb becsben tartott posztkanonikus műve, a szerző szerint a pannyá szerepe az, hogy "eloszlassa a nemtudás" sötétségét.

### Mahájána buddhizmus
A mahájána buddhizmusban a pradnyá fontosságát együtt hangsúlyozzák az együttérzéssel (karuna). Fő helyet foglal el a Pradnyápáramitá szútrákban - ilyen például a Szív szútra.